# New York Girls
"New York Girls", også kendt som "Can't You Dance the Polka," er en traditionel sømandsvise. Den har nummer 486 i Roud Folk Song Index. Den blev indsamlet af W. B. Whall i 1860'erne. Den blev trykt i 1910 i Ships, Sea Songs and Shanties. En tidligere bog Sailors' Songs or Chanties, hvis førsteudgave udkom i 1887, af Davis og Tozer indeholder en version, men specificere ikke, hvornår den blev indsamlet.

## Tekst
Teksten findes i mange variationer, men næsten alle versioner har samme omkvæd, der synges efter hvert vers:
 And away, you Santee
My dear Annie
Oh, you New York girls
Can't you dance the polka?

Et mindre almindeligt alternativt omkvæd lyder:
 And away, you Johnny
My dear honey
Oh, you New York girls
You love us for our money

Teksten en fortælling om en sømand, der bliver snydt af en smuk kvinde, der bruger alle hans penge og i nogle tilfælde stjæler dem fra ham. Dette opsummeres i disse vers, som findes i nogle versioner af sangen:
 So come all you bully sailormen, take warning when ashore
Or else you'll meet some charming girl who's nothing but a whore
Your hard-earned cash will disappear, your rig and boots as well
For Yankee girls are tougher than the other side of Hell

## Indspilninger
Sangen er blevet indspillet af mange kunstnere:
- Bob Roberts, i en indspilning i BBC Archive af Peter Douglas Kennedy (1950'erne)
- Alan Mills, Songs of the Sea (1957)
- The Kingston Trio, ...From the Hungry i (1959)
- Ian Campbell Folk Group, New Impressions (1967)
- Steeleye Span med Peter Sellers, Commoners Crown (1975)
- Gordon Jones og Bob Thomas, Children in Need (1987)
- Oysterband, Ride (1989)
- Cyril Tawney, Sailor's Delight (1990)
- 97th Regimental String Band, Brass Mounted Army: Civil war Era Songs, Vol. VII (1999)
- Roberts and Barrand, Across the Western Ocean (2000)
- Gaelic Storm, Tree (2001).
- Finbar Furey, Gangs of New York: Music from the Miramax Motion Picture (2004)
- Steve Tilston, Of Many Hands (2005)
- Bellowhead, Hedonism (2010)
- Scythian, Jump at the Sun (2014)

## I populærkulturen
Sangen bruges i flere film og computerspil
- I filmen Gangs of New York fra 2002
- I computerspillet Assassin's Creed Rogue fra 2014
- I filmen Fisherman's Friends fra 2018